# Grande Pointe aux Piments
Grande Pointe aux Piments är en ort i Mauritius.   Den ligger i distriktet Pamplemousses, i den västra delen av landet, 11 km norr om huvudstaden Port Louis. Antalet invånare är 7 556.
Terrängen runt Grande Pointe aux Piments är platt. Havet är nära Grande Pointe aux Piments åt nordväst. Runt Grande Pointe aux Piments är det tätbefolkat, med 709 invånare per kvadratkilometer. Närmaste större samhälle är Port Louis, 11,1 km söder om Grande Pointe aux Piments. Omgivningarna runt Grande Pointe aux Piments är en mosaik av jordbruksmark och naturlig växtlighet.